# Mammut borsoni
Mastodont Borsona (†Mammut borsoni) – gatunek mastodonta znany ze szczątków znalezionych na obszarach dzisiejszej Europy. Żył około trzech milionów lat temu i w tym okresie najprawdopodobniej wyginął.
Mammut borsoni osiągał bardzo duże rozmiary – ponad 4 m wysokości w kłębie i blisko 16 ton masy. Prawdopodobnie zdarzały się jeszcze większe osobniki. Miał też najdłuższe ciosy spośród wszystkich trąbowców, mogące przekraczać 5 m długości.